# Herman Haller
Herman Haller (* 24. Dezember 1871 in Berlin; † 5. Mai 1943 in London; eigentlich Hermann Freund) war ein deutscher Theaterdirektor und Bühnenschriftsteller.

## Leben
Herman Haller, der sich als zwanzigjähriger diesen Künstlernamen zugelegt hatte, begann seine Laufbahn 1890 als Schauspieler am Fürstlichen Hoftheater Sigmaringen, 1893 bis 1894 am Victoria-Theater (Belle-Alliance-Theater) in Berlin und 1894 bis 1895 am Deutschen Theater unter Otto Brahm. Anlässlich der Berliner Gewerbeausstellung 1896 eröffnete er das Olympia-Riesentheater in der Alexanderstraße/Ecke Magazinstraße mit der Varieté-Vorstellung Orient von Bolossy Kiralfy vom Olympia Theatre London. 1897 erwarb er zusammen mit Kiralfy das Gebäude des Cirkus Renz (Am Cirkus 1) und eröffnete dort das Neue Olympia-Riesentheater Berlin, das aber bereits 1899 wieder schließen musste. Von 1904 bis 1907 war er Direktor des Haller-Ensembles, ab 1908 des Neuen Operetten-Theaters (Central-Theater) in Leipzig (gemeinsam mit Anton Hartmann) und kaufte gleichzeitig das Carl-Schultze-Theater Hamburg, dessen Direktor er bis 1920 war. Von 1914 bis 1923 war er Direktor des Theaters am Nollendorfplatz Berlin und von 1923 bis 1932 des Theaters im Admiralspalast Berlin. Berühmt wurde er als Schöpfer der Haller-Revuen in den 1920er-Jahren.
1925 wurde seine Revue „Noch und noch“ im Admiralspalast aufgeführt, in dem ein Modell des Verkehrsturms am Potsdamer Platz als Requisite diente.
1933 emigrierte er nach Wien, produzierte bis 1938 in Wien und London und lebte ab 1938 in London. 1939 wurde er in Deutschland ausgebürgert.
Von den von ihm als Librettist verfassten Werken sind Der Vetter aus Dingsda, Drei alte Schachteln und Der Juxbaron (mit Willi Wolff) die bekanntesten. Von ihm stammen die Texte zu Liedern wie Batavia Fox (1921), Ich bin nur ein armer Wandergesell (1921) und mit Rideamus Solang noch Untern Linden (1923). 1936 emigrierte er nach London.